# Ligas autonómicas de hockey sobre patines 2016-17
Las Ligas autonómicas 2016-17 fueron una serie de competiciones que se desarrollaron en los niveles tercero, cuarto y quinto del campeonato español de hockey sobre patines, por debajo de los dos primeros niveles nacionales. Fueron organizadas por las distintas federaciones autonómicas de patinaje y coordinadas entre sí por la Real Federación Española de Patinaje.
El tercer nivel (sucesor de la antigua Segunda División española, posteriormente denominada Primera División B) estuvo compuesto por seis ligas de carácter autonómico o pluriautonómico bajo la supervisión de la federación española, disputándose a su finalización dos fases de ascenso, ascendiendo los dos campeones clasificados más el campeón del grupo catalán a la Primera División (segundo nivel del campeonato). Los dos niveles restantes fueron organizados libremente por las respectivas federaciones autonómicas.

## Tercer nivel
El tercer nivel del campeonato español de hockey sobre patines está compuesto por seis ligas autonómicas agrupadas en tres sectores, ascendiendo a Primera División el campeón de cada uno de los sectores:
- Sector Cataluña: Liga Nacional Catalana.
- Sector Norte: Primera Autonómica de Asturias, Primera Autonómica de Galicia, y Liga Norte.
- Sector Sur: Primera Autonómica de Madrid, y Liga Sur.

### Liga Nacional Catalana.
Compuesta por un grupo de 16 equipos, todos ellos de Cataluña, ascendiendo el campeón de éste. Los últimos descienden a Primera División Catalana, cuarto nivel de campeonato, siendo entre tres y cinco las plazas de descenso, en función del número de equipos catalanes que desciendan desde la Primera División española.
El Club Patí Taradell se proclamó campeón, ascendiendo directamente a Primera División.

### Primera Autonómica de Asturias.
Compuesta por un grupo de 10 equipos, clasificándose los 8 primeros de la fase regular para disputar un play off, accediendo el campeón de éste a la Fase de Ascenso del Sector Norte a Primera División española. No se producen descensos al no existir niveles inferiores en la comunidad asturiana.
Participaron los mismos equipos que la temporada anterior, ya que el Asturhockey Club Patín que había ascendido a la Primera División nacional inscribió un segundo equipo en esta liga autonómica.
El Oviedo Roller H.C. se proclamó campeón tras disputar el play off, clasificándose para la Fase de Ascenso.
- Liga regular:

|  | Pos. | Equipo                   | Localidad |
|  | 1.   | C.P. Mieres B            | Mieres    |
|  | 2.   | Oviedo Roller H.C.       | Oviedo    |
|  | 3.   | Club Patín Areces        | Grado     |
|  | 4.   | C.D. Patinalón           | Langreo   |
|  | 5.   | Oviedo Booling Club      | Oviedo    |
|  | 6.   | Club Patín Mieres        | Mieres    |
|  | 7.   | Asturhockey Club Patín B | Grado     |
|  | 8.   | Gradohockey              | Grado     |
|  | 9.   | Oviedo Booling B         | Oviedo    |
|  | 10.  | Gijón H.C.               | Gijón     |

### Primera Autonómica de Galicia.
Compuesta por un grupo de 11 equipos, clasificándose los 8 primeros de la fase regular para disputar un play off, accediendo el campeón de éste a la Fase de Ascenso del Sector Norte a Primera División española. No se producen descensos al no existir niveles inferiores en la comunidad gallega.
El Hockey Club Liceo B se proclamó campeón tras disputar el play off, clasificándose para la Fase de Ascenso.
- Liga regular:

|  | Pos. | Equipo                    | Localidad              |
|  | 1.   | C.A.A. Dominicos          | La Coruña              |
|  | 2.   | C. Compañía de María A    | La Coruña              |
|  | 3.   | A.C. Órdenes              | Órdenes                |
|  | 4.   | C. Compañía de María B    | La Coruña              |
|  | 5.   | C.H. Compostela           | Santiago de Compostela |
|  | 6.   | Hockey Club Liceo B       | La Coruña              |
|  | 7.   | Escola Lubians            | Carballo               |
|  | 8.   | H.C. Borbolla A           | La Coruña              |
|  | 9.   | Vigo Stick Traviesas H.C. | Vigo                   |
|  | 10.  | H.C. Raxoi                | Santiago de Compostela |
|  | 11.  | H.C. Borbolla B           | La Coruña              |

### Liga Norte.
Compuesta por un grupo de 13 equipos de varias comunidades autónomas del norte de España: 7 del País Vasco, 2 de Navarra, 2 de Castilla y León, y 2 de Cantabria. Los dos primeros se clasifican a la Fase de Ascenso del Sector Norte a Primera División española. No se producen descensos al no existir niveles inferiores en estas comunidades autónomas.
Respecto a la temporada anterior la participación se incrementa con un equipo más, al inscribirse el cántabro Laredo C.H.
El Real Club Jolaseta se proclamó campeón, clasificándose para la Fase de Ascenso junto al subcampeón Club Deportivo Urdaneta.
- Liga regular:

|  | Pos. | Equipo                  | Localidad     |
|  | 1.   | Real Club Jolaseta      | Guecho        |
|  | 2.   | Club Deportivo Urdaneta | Lujua         |
|  | 3.   | Iruña Hockey            | Pamplona      |
|  | 4.   | C.P. Burgos             | Burgos        |
|  | 5.   | Club Deportivo Oberena  | Pamplona      |
|  | 6.   | U.D. Loyola Indautxu    | Bilbao        |
|  | 7.   | Santutxu Hockey Taldea  | Bilbao        |
|  | 8.   | Club Deportivo Aurrera  | Vitoria       |
|  | 9.   | Gurutzeta Patin Taldea  | Baracaldo     |
|  | 10.  | C.D. Mundaiz            | San Sebastián |
|  | 11.  | Laguna Negra H.C.       | Soria         |
|  | 12.  | Real Sociedad de Tenis  | Santander     |
|  | 13.  | Laredo C.H.             | Laredo        |

### Primera Autonómica de Madrid.
Compuesta por un grupo de 10 equipos, 9 de la Comunidad de Madrid más 1 de Extremadura. Se debía clasificar únicamente el primero para disputar la Fase de Ascenso del Sector Sur a Primera División española, aunque finalmente se clasificó también el segundo a raíz de la remodelación de la Liga Sur. No se producen descensos ya que los clubes deciden por libre inscripción militar en esta categoría.
Respecto a la temporada anterior participa un equipo menos, ya que se inscribió el Tres Cantos Patín Club, pero abandonaron la categoría el C.P. Alcalá y el segundo equipo del Colegio Virgen de Europa.
El C.P. Rivas las Lagunas se proclamó campeón tras disputar la liga regular, clasificándose para la Fase de Ascenso junto al C.H. Burguillos, segundo clasificado.
|  | Pos. | Equipo                   | Localidad            |
|  | 1.   | C.P. Rivas las Lagunas   | Rivas-Vaciamadrid    |
|  | 2.   | C.H. Burguillos          | Burguillos del Cerro |
|  | 3.   | C.D. Sta. Mª del Pilar   | Madrid               |
|  | 4.   | Colegio Virgen de Europa | Boadilla del Monte   |
|  | 5.   | Tres Cantos Patín Club   | Tres Cantos          |
|  | 6.   | Colegio Alameda de Osuna | Madrid               |
|  | 7.   | Club Patín Alcobendas B  | Alcobendas           |
|  | 8.   | C.P. Las Rozas           | Las Rozas de Madrid  |
|  | 9.   | C.H.P. Aluche            | Aluche               |
|  | 10.  | Club Patinaje Coslada    | Coslada              |

### Liga Sur.
Compuesta por dos grupos con un total de 9 equipos, el primero con 4 de Andalucía, y el segundo con 5 de la Comunidad Valenciana. Se clasifican los tres primeros para disputar la Fase de Ascenso del Sector Sur a Primera División española. Se debía haber disputado en un solo grupo como se hacía habitualmente, pero al inicio de la temporada los equipos valencianos se negaron a competir junto a los andaluces, aduciendo que al haber perdido a sus patrocinadores no podían hacer frente a los gastos de desplazamiento. Finalmente se disputó la Liga Sur en dos grupos, aunque la Federación Española únicamente otorgó la posibilidad de disputar la fase de ascenso al campeón del grupo andaluz.
No se producen descensos automáticos ya que los clubes deciden por libre inscripción militar en esta categoría, pero la temporada siguiente, al reunificarse la competición en un solo grupo causaron baja cinco equipos, que regresaron a sus respectivas ligas autonómicas de cuarto nivel: los dos filiales del C.P.P. Raspeig y el del Patín Alcodiam, el Hockey Club Concentaina, y el Club Deportivo Italicense.
El C.P. Alhambra Cájar se proclamó campeón tras disputar la liga regular del grupo andaluz, clasificándose para la Fase de Ascenso.
|  | Pos. | Equipo                    | Localidad |
|  | 1.   | C.P. Alhambra Cájar       | La Zubia  |
|  | 2.   | Club Patín Claret         | Sevilla   |
|  | 3.   | Club Deportivo Italicense | Sevilla   |
|  | 4.   | C.H.P. Cájar Granada      | Cájar     |

|  | Pos. | Equipo                  | Localidad               |
|  | 1.   | Patín Alcodiam B        | Alcoy                   |
|  | 2.   | Hockey Club Concentaina | Concentaina             |
|  | 3.   | C.P. Muro               | Muro de Alcoy           |
|  | 4.   | C.P.P. Raspeig B        | San Vicente del Raspeig |
|  | 5.   | C.P.P. Raspeig C        | San Vicente del Raspeig |

### Fases de ascenso.
|  | Pos. | Equipo                  | Localidad |
|  | 1.   | Real Club Jolaseta      | Guecho    |
|  | 2.   | Hockey Club Liceo B     | La Coruña |
|  | 3.   | Oviedo Roller H.C.      | Oviedo    |
|  | 4.   | Club Deportivo Urdaneta | Lujua     |

|  | Pos. | Equipo                 | Localidad            |
|  | 1.   | C.P. Rivas las Lagunas | Rivas-Vaciamadrid    |
|  | 2.   | C.H. Burguillos        | Burguillos del Cerro |
|  | 3.   | C.P. Alhambra Cájar    | La Zubia             |

## Cuarto nivel
El cuarto nivel del campeonato español de hockey sobre patines está compuesto por cuatro ligas autonómicas organizadas por sus respectivas federaciones regionales, decidiendo cada una de ellas si existe sistema de ascensos y descensos respecto a los otros niveles de la competición.

### Primera División Catalana.
Compuesta por 32 equipos divididos en dos grupos, todos ellos de Cataluña, excepto el único club existente en el Principado de Andorra, el cual disputa habitualmente las competiciones catalanas. Ascienden a la Liga Nacional Catalana los dos campeones de grupo, mientras que los clasificados entre el segundo y el quinto lugar disputan un play off para obtener las otras plaza de ascenso. Los dos últimos clasificados de cada grupo descienden a la Segunda División Catalana, mientras que los clasificados en decimotercero y decimocuarto lugar disputan una fase de promoción frente a equipos procedentes de la categoría inferior.
Resultaron campeones, ascendiendo automáticamente, el C.P. Manlleu B y el C.H. Vila-seca. En la fase de ascenso obtuvo la tercera plaza el Igualada Hoquei Club B.

### Segunda Autonómica de Madrid.
Compuesta por un grupo de 12 equipos, todos ellos de la Comunidad de Madrid. No se producen ascensos automáticos al tratarse de categorías de libre inscripción, ni descensos al ser este el nivel más bajo en esta comunidad.
Resultó campeón el Club Patín Alcorcón.
|  | Pos. | Equipo                            | Localidad          |
|  | 1.   | Club Patín Alcorcón               | Alcorcón           |
|  | 2.   | Colegio Alameda de Osuna B        | Madrid             |
|  | 3.   | C.P. Rivas las Lagunas B          | Rivas-Vaciamadrid  |
|  | 4.   | C.D. Sta. Mª del Pilar B          | Madrid             |
|  | 5.   | Colegio Virgen de Europa B        | Boadilla del Monte |
|  | 6.   | Club Patín Alcalá Hockey          | Alcalá de Henares  |
|  | 7.   | C.D. Gredos San Diego             | Madrid             |
|  | 8.   | Tres Cantos Patín Club B          | Tres Cantos        |
|  | 9.   | Club Patín Alcobendas C           | Alcobendas         |
|  | 10.  | C.H.P. Aluche B                   | Aluche             |
|  | 11.  | Colegio Aldovea                   | La Moraleja        |
|  | 12.  | C.D.E. Hockey Patines Majadahonda | Majadahonda        |

### Liga Autonómica de la Comunidad Valenciana.
Compuesta por un grupo de 10 equipos, todos ellos de la Comunidad Valenciana, excepto por primera vez un equipo de la Región de Murcia. No se producen ascensos al tratarse de categorías de libre inscripción, ni descensos al ser este el nivel más bajo en esta comunidad.
Resultó campeón el segundo equipo del C.P. Muro.
|  | Pos. | Equipo                    | Localidad               |
|  | 1.   | C.P. Muro B               | Muro de Alcoy           |
|  | 2.   | C.P.P. Raspeig E          | San Vicente del Raspeig |
|  | 3.   | C.P.P. Raspeig D          | San Vicente del Raspeig |
|  | 4.   | Patín Alcodiam C          | Alcoy                   |
|  | 5.   | Floreal Hockey Club       | San Vicente del Raspeig |
|  | 6.   | Hockey Club Concentaina B | Concentaina             |
|  | 7.   | Autentic Sedaví H.C.      | Sedaví                  |
|  | 8.   | Hockey Club Concentaina C | Concentaina             |
|  | 9.   | C.P.H. Ciudad de Murcia   | Murcia                  |
|  | 10.  | Hockey Club Villena       | Villena                 |

## Quinto nivel
El quinto nivel del campeonato español de hockey se disputa únicamente en Cataluña, al ser esta la única comunidad que cuenta con clubes suficientes para organizar una tercera categoría autonómica.

### Segunda División Catalana.
Compuesta por 67 equipos divididos en cinco grupos (14+13+13+14+13), todos ellos de Cataluña. Ascienden a la Primera División Catalana los cinco campeones de grupo, mientras que los mejores clasificados diputan disputan una promoción de ascenso frente a los peores clasificados de la categoría superior. No se producen descensos al tratarse de la última categoría que se disputa en esta comunidad.